# Кирхсар
Кирхсар (њем. Kirchsahr) општина је у њемачкој савезној држави Рајна-Палатинат. Једно је од 74 општинска средишта округа Арвајлер. Према процјени из 2010. у општини је живјело 391 становника. Посједује регионалну шифру (AGS) 7131040.

## Географски и демографски подаци
Кирхсар се налази у савезној држави Рајна-Палатинат у округу Арвајлер. Општина се налази на надморској висини од 288 метара. Површина општине износи 6,1 km². У самом мјесту је, према процјени из 2010. године, живјело 391 становника. Просјечна густина становништва износи 64 становника/km².